# Dajour Buffonge
Dajour Buffonge (Londra, 29 gennaio 1996) è un ex calciatore montserratiano, di ruolo difensore.

## Carriera

### Club
Ha esordito nella stagione 2012-2013 con la squadra inglese dell'Hertford Town, nella nona serie del campionato.

### Nazionale
Ha giocato la sua unica partita con la nazionale di Montserrat il 27 marzo 2015 nella partita di qualificazione ai Mondiali 2018 persa per 2-1 contro Curaçao.